# Халдорсон, Бёрдетт
Бёрдетт Элайл «Бёрди» Халдорсон (англ. Burdette Eliele "Burdie" Haldorson; 12 января 1934, Остин, Миннесота — 13 октября 2023, Колорадо-Спрингс, Колорадо) ― американский баскетболист, участник летних Олимпийских игр 1956 и 1960 годов.

## Карьера
Выступал в баскетбольной команде Университета штата Колорадо.
Выступал за американскую мужскую сборную по баскетболу на Олимпиаде в 1956 году, где был удостоен золотой медали. Никогда не играл на профессиональном уровне, но был игроком клуба Phillips 66ers лиги AAU в течение ряда лет.
Четыре года спустя, в 1960 году, Халдорсон выиграл свою вторую золотую медаль в составе американской сборной. 10 марта 2012 года его имя было включено в почётный список Баскетбольного зала славы Pac-12 на Мужском чемпионате по баскетболу конференции Pac-12.

## Статистика в NCAA
| Сезон | Команда  | Conf  | Class | GP | GS | MPG | FG%  | 3P% | FT%  | RPG  | APG | SPG | BPG | PPG  |
| --- | -------- | ----- | ----- | -- | -- | --- | ---- | --- | ---- | ---- | --- | --- | --- | ---- |
| 1951/52 | Колорадо | Big 7 | FR    | 7  |    |     | 37,5 |     | 0,0  | 2,0  |     |     |     | 1,7  |
| 1952/53 | Колорадо | Big 7 | SO    | 21 |    |     | 38,3 |     | 68,0 | 7,2  |     |     |     | 10,6 |
| 1953/54 | Колорадо | Big 7 | JR    | 22 |    |     | 45,9 |     | 64,2 | 9,0  |     |     |     | 16,7 |
| 1954/55 | Колорадо | Big 7 | SR    | 25 |    |     | 43,0 |     | 75,8 | 13,8 |     |     |     | 21,0 |
| Всего | Всего    | Всего | Всего | 75 |    |     | 42,9 |     | 69,9 | 9,5  |     |     |     | 15,0 |
| Наведите курсор мыши на аббревиатуры в заголовке таблицы, чтобы прочесть их расшифровку Статистика приведена с сайта sports-reference.com |          |       |       |    |    |     |      |     |      |      |     |     |     |      |